# Музей Кляйста
Музей Кляйста (нім. Kleist-Museum) — літературний музей, присвячений життю та творчості німецького драматурга, поета та прозаїка Генріха фон Кляйста. Заснований у 1922—1923 році у Франкфурті-на-Одері.

## Історія
1922—1923 року Товариство Кляйста відкрило перший музей у будинку, де народився письменник. 1937 року експозиція, присвячена Кляйсту з музею Одерленда в Лінау-Хаус, увійшла до зібраннь музею. Кляйст-Хаус та Лінау-Хаус згоріли під час пожежі у квітні 1945 року.
Після закінчення Другої світової війни у міській бібліотеці поступово почала збиратися нова колекція, присвячена письменнику. Пізніше її розмістили у будівлі колишньої Гарнізонної школи. Новий музей Кляйста офіційно відкритий 20 вересня 1969 року під назвою «Меморіальний та дослідницький центр Кляйста». 21 жовтня 1995 року створено «Меморіальний та дослідницький центр Кляйста eV», який відтоді займається музеєм Кляйста.

## Експозиція
Крім зберігання артефактів, пов'язаних з інтелектуальною та літературною спадщиною Генріха фон Кляйста, музей також зберігає літературну спадщину його родичів, Евальда Крістіана фон Кляйста та Франца Александра фон Кляйста, а також Кароліни та Фрідріха де Ла Мотт-Фуке. У музеї регулярно проводяться літературні читання, лекції та літературно-музичні заходи. У червні відбувається літній фестиваль, а у жовтні — Кляйстфесттазі.
Зібрання музею включають: колекцію творів мистецтва, що складається зі скульптур і картин, натхненних Кляйстом та його творами, колекцію «Театралія», що складається з матеріалів, пов'язаних із створенням драматичних творів, колекцію «Музалія», в якій представлені об'єкти, пов'язані з його життям. Бібліотека музею — спеціалізована наукова бібліотека, присвячена Генріху фон Кляйсту та його епосі. Містить близько 10000 томів.
17 жовтня 2013 року відкрито нову будівлю, будівництво якої коштувало місту 5,4 мільйонів євро. Нова будівля пов'язана з будинком Гарнізонної школи через конструкцію зі скла та сталі. З 2007 до 2016 року директором музею був письменник Вольфганг де Брейн. З 2016 року музей очолює історик Ханна Лотте Люнд. Постійна експозиція музею з 2013 року має назву «Таємниці, битви, зміни».